# ستيفن كومبز
ستيفن كومبز (بالإنجليزية: Stephen Coombs)‏ هو عازف بيانو بريطاني، ولد في 11 يوليو 1960 في بيركنهيد ‏ في المملكة المتحدة.

## وصلات خارجية
- ستيفن كومبز على موقع ميوزك برينز (الإنجليزية)
- ستيفن كومبز على موقع أول ميوزيك (الإنجليزية)
- ستيفن كومبز على موقع ديسكوغز (الإنجليزية)